# Física de la atmósfera
Es la rama de la física que estudia la atmósfera, y los fenómenos que en ella ocurren. La física de la atmósfera utiliza modelos de la Atmósfera terrestre, física de fluidos, balances energéticos de radiación y procesos de transferencia de energía para crear modelos atmosféricos. Los físicos de la atmósfera emplean la teoría de la dispersión (en inglés: scattering), física de ondas, física de nubes, mecánica estadística y estadística espacial, basándose en la física y las matemáticas.

## Campos
Algunos de los campos en que se divide son:
- Meteorología
- Climatología
- Dinámica de la atmósfera
- Radiación atmosférica
- Electricidad atmosférica
- Física de nubes
- Aeronomia